# Кореїз Джамісі
Кореїз Джамісі (крим. Koreiz Camisi) — мечеть у містечку Кореїз Ялтинського району Автономної Республіки Крим.

## Історія

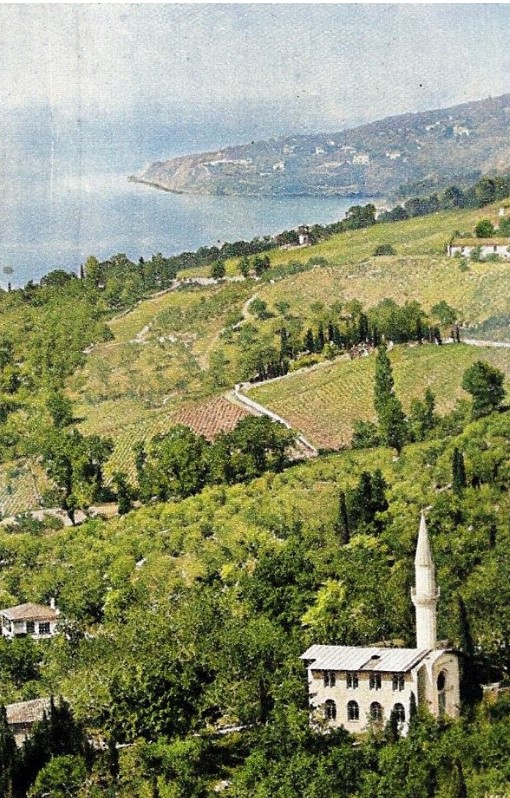
Кореїз Джамісі у 1912 році.

Мечеть в Кореїзі згдується вже у 1864 році.
Під час радянської окупації мечеть була зачинена, мінарет зруйнували на початку 1950-тих років. Пізніше в будівлі розташовувся магазин «Тканини».
В 1190-ті роки мечеть була повернута кримськотатарській громаді, а у 1997 році в мечеті відбувся перший намаз.
На початку 2009 року було узвалено рішення про реконструкцію мечеті.
Кореїз Джамісі відновили та відкрили у 9 вересня 2010 року.